# Сарадж, Фаиз
Фаиз Мустафа ас-Сарадж также Файез Аль-Сарадж (араб. فائز مصطفى السراج‎; род. 20 февраля 1960, Триполи) — ливийский политический и государственный деятель, премьер-министр правительства национального согласия (ПНС) Ливии (2016—2021). Бывший член Парламента Триполи.

## Биография
Фаиз Мустафа ас-Сарадж родился 20 февраля 1960 года в Триполи. Он происходит из богатой известной семьи Кулугли, которая владела магазинами и огромным количеством земли. Фаиз Мустафа турецкого происхождения. Его отец, Мостафа аль-Саррадж, во времена Королевства Ливии был министром.
В 1982 году окончил университет Аль-Фатех (ныне Университет Триполи), получив степень бакалавра архитектуры и градостроительства. В 1999 году получил степень магистра в области делового администрирования.
В эпоху Муаммара Каддафи работал в Министерстве жилищного строительства. В 2014 году Фаиз Сарадж занимал пост министра жилищно-коммунального хозяйства в кабинете министров Всеобщего национального конгресса. Его оппоненты критиковали его политическое назначение как иностранное навязывание.
После выборов в Ливии в 2014 году правительство раскололось между Всеобщим национальным конгрессом в Триполи и международно признанным законодательным органом Палаты представителей в Тобруке.
В статье, появившейся в 2016 году в газете The Guardian, член Ливийского диалога Гума эль-Гамати заявил, что ас-Сарадж «должен был обратиться за помощью в борьбе с ИГИЛ и обучении ливийских подразделений».

## Лидер Ливии

### Председатель Президентского совета
30 марта 2016 года Фаис ас-Сарадж и шесть членов Президентского совета и предложенного кабинета министров прибыли в Триполи. На следующий день было сообщено, что Правительство национального согласия взяло под свой контроль офисы премьер-министров и что назначенный Всеобщим национальным конгрессом премьер-министр Халифа аль-Гави бежал в Мисурату.
14 октября 2016 года силы, лояльные ВНК, захватили здание Высшего государственного совета и объявили о возвращении кабинета Халифа аль-Гави, после чего произошли бои между сторонниками Сараджа и силами Гави.

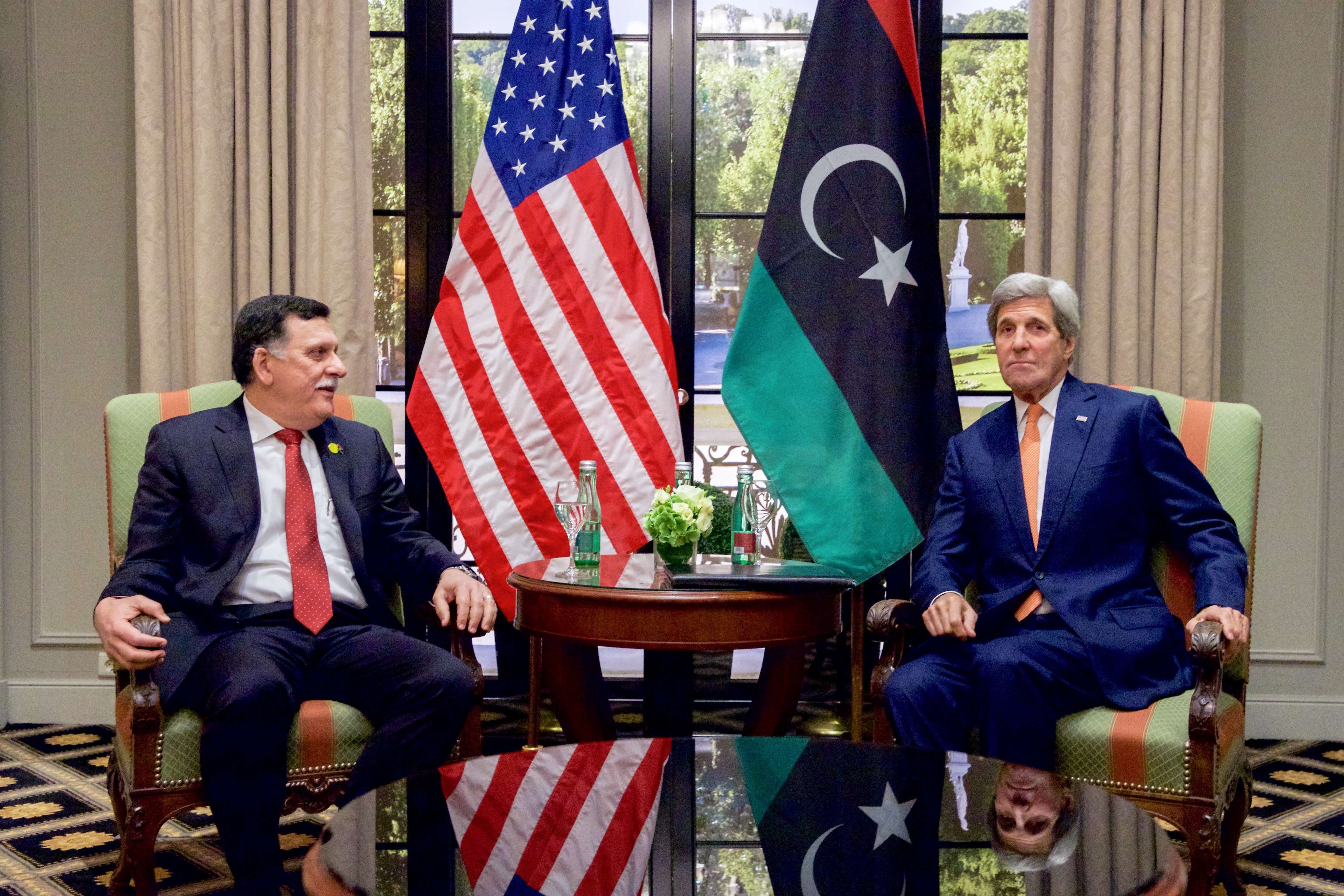
Сарадж с госсекретарем США Джоном Керри. Вена, 16 мая 2016

### Председатель ПНС
Через четыре года после свержения режима Муаммара Каддафи и начала войны в Ливии, 9 октября 2015 года было заявлено о формировании Правительства национального единства, которое состоит из премьер-министра, трёх заместителей от восточных, западных и южных регионов страны и двух министров. Специальный представитель генерального секретаря ООН в Ливии Бернардино Леон в этот же день на пресс-конференции сообщил о том, что Фаиз Сарадж станет премьер-министром страны. Однако эта идея была отвергнута международно признанным законодательным органом в Тобруке и конкурирующим правительством в Триполи. 12 октября 2015 года стало известно, что происламистский Новый Всеобщий национальный конгресс отказался от всех договорённостей, тем самым сорвав попытку создать Правительство национального единства, навязанного ООН.
Саррадж был премьер-министром Правительства национального согласия с момента его создания в декабре 2015 года в рамках политического соглашения под руководством ООН.
Несмотря на отказ ВНК от всех договорённостей, Сарадж продолжил исполнять свои обязанности в 2016 году. 6 января 2016 года, по соглашению между Фаизом Сараджем и правительством Ливии, в Тобруке был сформирован Военный совет во главе с главнокомандующим Восточной Ливии генералом Халифой Хафтаром.
9 января 2016 года Фаиз Сарадж на время остался в городе Мисурата, из-за атаки кортежа, в котором он ехал из Злитена в Тунис. В Злитене премьер-министра заблокировала демонстрация протеста против «политической пропаганды ООН». После того как Сарадж посетил траурную палатку он был вынужден возвратиться обратно, однако боевики, вероятно радикальных группировок, пошли на штурм городской администрации. Фаиз Сарадж побоялся остаться в Злитене на ночь.
До своего первоначального прибытия в Триполи в марте 2016 года Сарадж пережил две отдельные попытки убийства.
В течение последних двух лет ПНС боролась за то, чтобы закрепиться в качестве законного института власти внутри страны, и Ливия оставалась разделённой. Первоначальная предложенная правительством группа министров была отклонена Палатой представителей. В результате этого Сарадж сформировал правительство, которое получило вотум недоверия от Палаты представителей. Борьба между соперничающими ополченцами только усилилась, и ливийские граждане столкнулись с экономическими трудностями, включая инфляцию, коррупцию и контрабанду, которые «тают денежные резервы страны». Представители ООН выразили озабоченность по поводу способности Сараджа добиться прогресса. В декабре 2016 года Совет Безопасности отметил «ограниченные полномочия» ПНС и заявил, что «ливийское политическое соглашение не оправдало ожиданий. Реализация застопорилась».
В попытке сделать правительство более эффективным, в течение всего 2017 года появлялись сообщения о консенсусе по реструктуризации ПНС и общего ливийского политического соглашения.
2 мая 2017 года в столице ОАЭ Абу-Даби состоялась долгожданная встреча между Фаизом Сараджем и Халифой Хафтаром, поддерживающим «восточное» правительство в Тобруке. Сарадж встречался с Хафтаром лишь один раз, в январе 2016 года; под давлением ООН, мирового сообщества и арабских соседей Хафтар должен был встретиться с Сараджем в феврале 2017, однако встреча в Каире, организованная египетским президентом Ас-Сиси, в последний момент не состоялась. Переговоры в Абу-Даби проходили в закрытом режиме. На следующий день участники переговоров опубликовали заявления, где обещали разрядить напряженную обстановку на юге Ливии, вместе бороться с терроризмом и пытаться объединить страну. В заявлении администрации Сараджа говорится, что главной задачей встречи с маршалом Хафтаром были поиски путей «достижения мирного решения ливийского кризиса, также подчеркивалась необходимость сохранения и укрепления достижений Февральской революции, создания единой армии под контролем гражданских лиц, борьбы с терроризмом, снижения эскалации насилия на юге и принятия всех возможных мер по мирной передаче власти». В заявлении восточных властей делается упор на вопросы, связанные с армией, причем, как на её укрепление, так и на защиту, а также подчеркивается необходимость внесения изменений в Ливийское политическое соглашение. По некоторым данным, стороны договорились провести в начале 2018 года парламентские и президентские выборы. Сам Хафтар при этом не скрывает своих президентских амбиций. Считается, что было достигнуто соглашение о сокращении численности Президентского совета с 9 до 3 человек. Одним из них должен быть спикер парламента в Тобруке, то есть Агила Салех Иса; второй — главнокомандующий ливийскими вооруженными силами, а третий — глава Правительства национального единства.
25 июля 2017 года в Париже при посредничестве президента Франции Эмманюэля Макрона и спецпосланника ООН по Ливии Хасана Саламе состоялась вторая встреча Хафтара и Сараджа. Им удалось договориться об установлении режима прекращения огня, а также о проведении в Ливии общенациональных выборов весной 2018 года.
В июле 2018 года Ливия отвергла план Европейского союза, направленный на прекращение миграции из Ливии.
Последняя попытка примирения восточных и западных властей Ливии провалилась в апреле 2019 года после начала наступления армии Хафтара на Триполи. Процесс возобновился спустя 14 месяцев, когда силы ПНС при поддержке Турции смогли отбить атаку столицу и отбросить ЛНА к Сирту. Вмешательство Египта, а также совместные договоренности Турции и России не позволили продолжить наступление сил ПНС на восток. 10 апреля глава ООН Антониу Гутерриш заявил, что он всё ещё надеется избежать «кровавой битвы за Триполи».
21 августа 2020 года Сарадж объявил о приостановке всех военных операций на территории Ливии, поддержал проведение президентских и парламентских выборов в марте 2021 года на основе новой конституции. С аналогичным заявлением выступил спикер базирующейся на востоке Ливии Палаты представителей Агила Салех, который ещё весной предложил каждому из трёх регионов Ливии (Триполитания, Киренаика и Феццан) выбрать своих представителей в Президентский совет и начать процесс политических реформ. Обсуждение структуры нового Президентского совета состоялось в начале месяца в Марокко и Швейцарии. На фоне народных волнений также ушло в отставку правительство на востоке Ливии.
16 сентября 2020 года Саррадж объявил о своём «искреннем желании» уйти в отставку до конца месяца и передать полномочия новой исполнительной власти. Он приветствовал начавшиеся в сентябре политические консультации между представителями ливийских политических сил в Марокко и Швейцарии. Сообщение появилось на фоне массовых протестов в Триполи, участники которых недовольны экономической обстановкой и коррупцией, а также частыми отключениями электричества и воды. Одним из их требований была отставка Сараджа. Однако 31 октября Сарадж отозвал решение об отставке после призывов парламентариев, миссии ООН и дружественных стран, так как в стране мог образоваться политический вакуум.
Форум ливийского политического диалога, работавший в Швейцарии с 1 по 5 февраля 2021 года, избрал премьер-министра единого правительства Ливии и трёх членов Президентского совета во главе с бывшим послом в Греции Мухаммадом аль-Манфи, премьер-министром стал Абдель Хамид Дбейба. Они должны управлять Ливией до всеобщих выборов, намеченных на конец декабря этого года.
14 февраля 2021 года Сарадж покинул Ливию ещё до перехода полномочий новоизбранным властям, временно главой правительства стал его заместитель Ахмед Майтыг. Ряд источников сообщал, что Сарадж вернётся в страну после лечения в Италии, где будет прооперирован.